# What a Wonderful World
〈What a Wonderful World〉는 밥 티엘과 조지 데이빗 웨이스가 작곡한 팝 발라드이다. 이 곡은 루이 암스트롱에 의해 처음 기록되었고 싱글곡으로 1967년에 발표되었는데, 이 곡은 영국에서 팝 차트에서 1위를 차지했다. 티엘과 웨이스는 음악계에서 둘 다 뛰어났다(프로듀서로서 티엘과 작곡가로서 웨이스).
영화 《굿모닝 베트남》에서 이 곡을 들은 후, 1988년 싱글로 재발매되었고, 빌보드 핫 100에서 32위로 올랐다. 암스트롱의 음반은 1999년 그래미 명예의 전당에 헌액되었다.

## 인증
| 국가                                                            | 인증 | 판매량/출하량 |
| --------------------------------------------------------------- | ---- | ------------- |
| 덴마크 (IFPI Danmark)                                           | 골드 | 45,000        |
| 이탈리아 (FIMI)                                                 | 골드 | 15,000*       |
| 영국 (BPI)                                                      | 골드 | 400,000       |
| 미국 (RIAA)                                                     | 골드 | 500,000*      |
| *판매량을 기반으로 한 인증 · 판매량+스트리밍을 기반으로 한 인증 |      |               |

## 다른 버전
- 1989년: 로이 클라크의 엘범 What a Wonderful World
- 1992년: 닉 케이브와 셰인 맥고완의 엘범 What a Wonderful World(영국차트 72위)
- 1993년: 이즈라엘 카마카비보올레의 엘범 Facing Future의 하와이 우쿨렐레버전 (미국과 캐나다에서만 250만장 이상 판매)
- 1999년: 앤 머레이(미국 CCM 1위, 컨트리 차트 4위)
- 2002년: 조이 라몬의 버전이 사후 발매되어 Don't worry about me엘범에 수록
- 2004년: 로드 스튜어트가 스티비 원더와 녹음
- 2005년: 만화영화 마다가스카
- 2009년: 클락스
- 2012년: 팻 번의 버전이 Voice of Ireland에 나온 후 아일랜드 차트 3위 기록
- 2018년: 바브라 스트라이샌드